# Circuit de Riverside
Le circuit de Riverside (Riverside International Raceway) était un circuit automobile situé à Riverside en Californie à 50 km à l'est de Los Angeles.
Inauguré en 1957, il a accueilli la Formule 1 une première fois en 1958 pour une course hors-championnat. La catégorie reine revint à Riverside en 1960 pour le GP des États-Unis, mais ce fut la sa seule édition officielle.
Le Grand Prix du Los Angeles Times, une épreuve réservée aux voitures de sport, GT et Sport-prototypes, s'y est déroulé de 1957 à 1987. Les 6 Heures de Riverside (Los Angeles Times Toyota Grand Prix) ont compté pour le championnat du monde des voitures de sport 1981.
C'est sur ce circuit que le pilote de course et d'essai Ken Miles, pilote d'origine anglaise mis en lumière dans le film Le Mans 66, mourra en août 1966 lorsque, durant une séance d'essai de la Ford J, les freins eurent un problème, ce qui entraîna un accident puis une explosion du véhicule, dans lequel le pilote est resté bloqué.

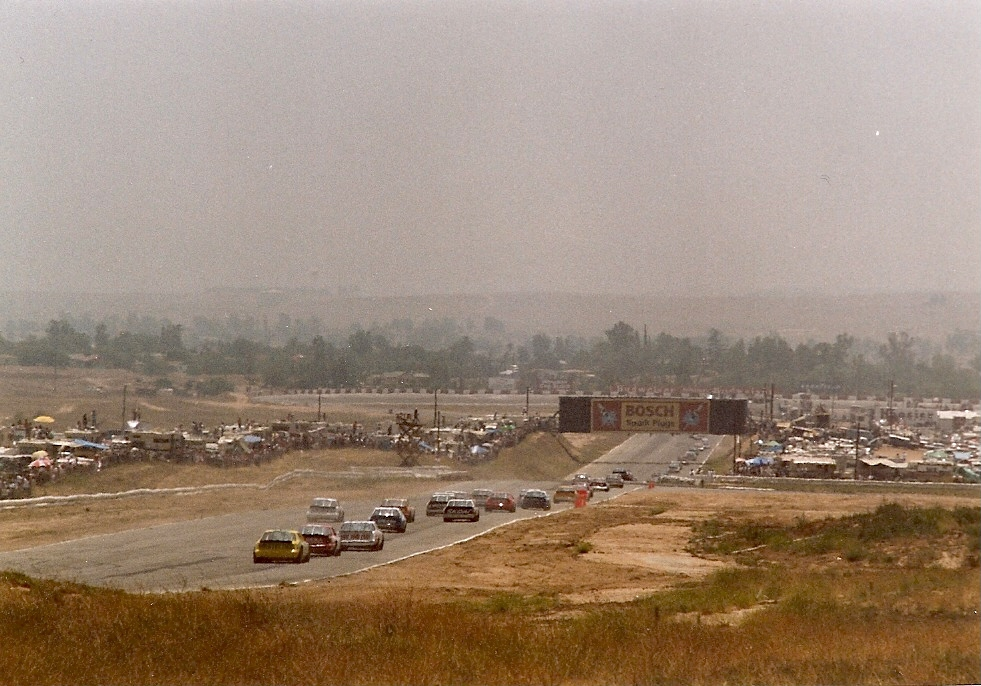
Dernière course de NASCAR à Riverside en 1988

Le circuit n'existe plus depuis 1989.

## Décès à Riverside
Du 21 septembre 1957 au 2 juillet 1989, 21 personnes sont mortes (19 pilotes, 1 spectateur et 1 membre de l'équipe des stands) au cours des 31 ans d'histoire de la piste :
- John Lawrence (21 septembre 1957)
- Pedro van Dory (3 avril 1960)
- Bruce Johnston (21 août 1961)
- Pete Hessler (11 mars 1962)
- Pat Pigott (14 octobre 1962)
- Stuart Dane (2 février 1963)
- Joe Weatherly (19 janvier 1964)
- George Koehne Jr. (11 octobre 1964)
- Jim Ladd (15 novembre 1964)
- Ronald Pickle (spectateur) (17 janvier 1965)
- Ken Miles (17 août 1966)
- Billy Foster (20 janvier 1967)
- Vic Tandy (27 janvier 1968)
- Mel Andrus (25 avril 1971)
- Bill Spencer (18 janvier 1975)
- Lynwood "Sonny" Easley et Douglas Grunst (membre d'équipage) (15 janvier 1978)
- Tim Williamson (12 janvier 1980)
- Rolf Stommelen (24 avril 1983)
- John Goss (17 octobre 1983)
- Mark Verbofsky (1er juillet 1989)